# Primož (hrib)
Primož (izgovarjava ['pɾiːmɔʃ) je 718 m visok hrib, poraščen z drevjem, in je del grebena, ki ločuje Pivško kotlino od doline Reke. Nahaja se v Občini Pivka na Notranjskem v Sloveniji. Na njegov vrh vodijo številne markirane poti in makadamska cesta. Turistom je namenjena zgodovinska pot s številnimi obvestilnimi tablami okoli njegovega vrha. Med drugo svetovno vojno je imel pomembno vojaško vlogo, saj so se na njem nahajali številni bunkerji in kaverne, ki jih je uporabljala italijanska vojska. Ime je dobil po cerkvi svetega Prima in Felicijana, ki je bila opuščena v 18. stoletju in tako rekoč ni ostalo ruševin.

## Lokacija
Primož leži v Občini Pivka na Notranjskem v Sloveniji. Pivka je zgrajena na severnem in severovzhodnem pobočju Primoža. Ima čudovit razgled na celotno Pivško kotlino, kar je prispevalo k njenemu vojaškemu pomenu med drugo svetovno vojno.

## Zgodovina
Po koncu prve svetovne vojne je Primož po sporazumu med Italijo, Veliko Britanijo, Francijo in Rusijo skupaj z Južno Tirolsko, Istro, Dalmacijo in različnimi otoki v Jadranskem morju postal italijansko ozemlje. 12. novembra 1920 je bila meja po Rapalski pogodbi začrtana po Pivški kotlini, na grebenu Javorniškega pogorja. Predori pod Primožem so bili izkopani leta 1930 v sklopu 1.850 km dolgega Alpskega zidu, obsežnega niza italijanskih obrambnih utrdb. Rovi so bili sestavljeni iz dveh linij; enega neposredno ob meji, drugega pa nekaj kilometrov za njo. Domačini so bili oddaljeni od rovov, v bližino svojih prostorov pa so smeli prinesti le osnovne materiale in hrano. Predore so gradili le preverjeni člani italijanske nacionalne fašistične stranke. Predori so bili zavarovani z jeklenimi ploščami, prevlečenimi z debelo plastjo betona. Predori so skupno dolgi 481 m, vendar nikoli niso bili uporabljeni v vojaške namene. Po umiku italijanskih sil so domačini z območja odnašali dragocenosti, leta 1944 pa so nemške sile uničile predore v strahu, da jih bodo vojaško uporabili partizani.
Do vrha vodijo številne pohodniške poti. Zgodovinska pot ima na vrhu obvestilne table, ki podrobno pojasnjujejo zgodovino Primoževega hriba. Z njegovega vrha se vidi večji del Pivške kotline, po obilnih padavinah tudi Palčje jezero.
| Ime                                   | Izhodišče                                                 | Razdalja | Čas    | Višinska razlika | Težavnost | Oznake poti |
| ------------------------------------- | --------------------------------------------------------- | -------- | ------ | ---------------- | --------- | ----------- |
| Krpanova pot                          | Kolodvorska cesta, Pivka                                  | 1,4 km   | 25 min | 153 m            | enostavna | da          |
| Parje –Primož                         | Parje                                                     | 2,3 km   | 40 min | 173 m            | enostavna | ne          |
| Park vojaške zgodovine Pivka – Primož | Park vojaške zgodovine Pivka, Kolodvorska cesta 51, Pivka | 2,7 km   | 45 min | 150 m            | enostavna | da          |